# Jason Avant
Jason Avant född 20 april, 1983 i Chicago, Illinois är en utövare av amerikansk fotboll. Han spelar som wide receiver på planen för laget Philadelphia Eagles i serien National Football League.